# Revolución en diseño VLSI de Mead y Conway
La revolución en diseño de chips VLSI de Mead-Conway o la revolución de Mead and Conway fue una revolución del diseño de integración a muy gran escala (VLSI) que resultó en una reestructuración mundial de los materiales académicos en la educación en ciencias de la computación e ingeniería eléctrica, y fue fundamental para el desarrollo de industrias basadas en la aplicación de la microelectrónica .

## Contexto
En los inicios del diseño y comercialización de los circuitos integrados, quienes diseñaban chips trabajaban junto con especialistas en física y fábricas que comprendían la tecnología de circuitos integrados. En ese momento, menos de 100 transistores cabían en un circuito integrado.
La capacidad de diseño de tales circuitos se desarrolló en la industria, mientras que las universidades se vieron en dificultades por mantenerse al paso de la tecnología así como generar nuevos profesionales. Pronto, en la década de 1960, la cantidad de transistores que cabían en un chip comenzó a duplicarse cada año para luego reducirse a una duplicación, aún veloz, cada dos años. Esta miniaturización permitió un incremento en la complejidad de los circuitos que podrían caber en un solo chip, pero los físicos de dispositivos que fabricaban los chips no eran expertos en diseño de circuitos electrónicos. El programa educativo llevado adelante por Lynn Conway y Carver Mead permitió la formación de especialistas en el diseño de circuitos integrados.

## Curso en elMIT
El profesor Mead, quien popularizó el término "ley de Moore" para esta tendencia a la duplicación, abogó por una separación entre el diseño y el desarrollo de la tecnología a lo largo de la década de 1970. Descubrió y enseñó reglas de diseño escalables ("lambda-based rules", tal su nombre en inglés) que no varían en cada nueva generación de semiconductores. Usando estas reglas, es posible crear diseños de circuitos que son fabricables, y funcionales a pesar de las constantes modificaciones en los procesos tecnológicos, gracias a permitir que los mismos sean fácilmente escalables a nuevas tecnologías. El software de automatización de diseño electrónico luego traduce estos diseños de circuitos genéricos para implementarlos en cada tecnología de semiconductores.
En 1978-79, cuando ya era posible fabricar aproximadamente 20.000 transistores en un solo chip, Carver Mead y Lynn Conway escribieron el libro de texto Introducción a los sistemas VLSI. Se publicó en 1979 y se convirtió en un éxito de ventas, ya que fue el primer libro de texto de diseño de VLSI (Integración a gran escala) que podían utilizar quienes no eran físicos. Sus autores pretendían que el libro llenara un vacío en la literatura e introdujera a los estudiantes de ingeniería eléctrica y ciencias de la computación en el diseño de circuitos integrados. Este libro de texto resultó en un gran avance en la educación, así como en la práctica de la industria. Cursos en diversas partes del mundo comenzaron a enseñar diseño de sistemas VLSI utilizando este libro de texto. En muchos de ellos también se utilizaron copias de las notas de Lynn Conway de su famoso curso del MIT en 1978, que incluía una colección de ejercicios.

## Diseño y fabricación desde las universidades
Un hito importante que se dio a continuación fue el concepto Multi Project Chip (MPC) que permitió fabricar varios diseños en una sola oblea, lo que redujo en gran medida el costo hasta el punto de que los ejercicios de diseño y los prototipos de los estudiantes se pudieron fabricar en pequeñas cantidades. La primera ejecución exitosa de una línea MPC se demostró en el curso de diseño VLSI de 1978 de Lynn Conway en el MIT. Unas semanas después de completar sus diseños, los estudiantes tenían los prototipos fabricados en sus manos, disponibles para probarlos. El nuevo sistema de implementación y servicio mejorado Xerox PARC MPC VLSI de Lynn Conway se operó con éxito para una docena de universidades a fines de 1979. Danny Cohen (ingeniero) transfirió luego la tecnología al Instituto de Ciencias de la Información de la Universidad del Sur de California, creando el Metal Oxide Semiconductor Implementation Service (MOSIS), que ha evolucionado desde 1981 hasta convertirse en una infraestructura nacional en Estados Unidos para la creación rápida de prototipos de diseños de chips VLSI por parte de las universidades e investigadores.